# Codrul Nou, Telenești
Codrul Nou este un sat din raionul Telenești, Republica Moldova înființat în 1925.
Localitatea este situată între râurile Răut și Sagala și este traversată de magistrala M2.
Conform datelor recensământului din 2004, populația satului era de 698 de persoane, din care 50,72% - bărbați și 49,28% - femei. Structura populației etnice din sat: 96,99% - moldoveni (români), 2,01% - ucraineni, 0,72% - ruși, 0,29% - alte etnii. la recensământul din 2004 au fost înregistrate 214 de gospodării, iar mărimea medie a unei gospodării a fost de 3,3 persoane.

## Administrație și politică
Componența Consiliului local Codrul Nou (9 consilieri), ales la 5 noiembrie 2023, este următoarea:
|  | Partid                            | Consilieri | Componență | Componență | Componență | Componență | Componență | Componență | Componență | Componență |
|  | --------------------------------- | ---------- | ---------- | ---------- | ---------- | ---------- | ---------- | ---------- | ---------- | ---------- |
|  | Partidul Acțiune și Solidaritate  | 8          |            |            |            |            |            |            |            |            |
|  | Partidul Social Democrat European | 1          |            |            |            |            |            |            |            |            |